# Classe Vala
Classe Vala è la designazione NATO della classe di navi per trasporto di scorie nucleari liquide sovietiche Progetto 1783A
Si tratta di piccole navi attrezzate per il trasporto di scorie nucleari liquide. Tutte le unità della classe sono state costruite tra il 1964 ed il 1971.
La classificazione usata in Russia per queste navi è sconosciuta.

## Il servizio
Queste navi sono state progettate per il trasporto delle scorie nucleari liquide. Ogni esemplare è in grado di contenere ben 870 metri cubi di scorie.
Tutte le nove unità di questa classe vennero costruite presso i cantieri navali di Vladivostok e di Vyborg. Esse hanno prestato (e prestano tuttora) il loro servizio presso la Flotta del Nord e la Flotta del Pacifico, le uniche oggi ad essere equipaggiate con mezzi a propulsione nucleare.
Le unità operative con la Flotta del Nord erano:
- TNT-8
- TNT-12 (TNT-11 secondo altre fonti)
- TNT-19
- TNT-25
- TNT-29

Oggi la TNT-8 risulta ufficialmente radiata, ma pare che le unità superstiti siano in pessime condizioni, e la loro capacità di tenere il mare risulta piuttosto dubbia. Probabilmente, vengono utilizzate quasi esclusivamente come depositi galleggianti.
Occorre dire che una di queste, la TNT-25, è stata sottoposta a modifiche ed è in grado di imbarcare 950 metri cubi di scorie.
Le unità in servizio con la Flotta del Pacifico, invece, erano solo quattro:
- TNT-5
- TNT-17
- TNT-27
- TNT-42

Attualmente, l'unica operativa è la TNT-27, basata a Bolshoy Kamen, ma pare che, anche in questo caso, la nave sia in pessime condizioni.